# Թ
Թ, թ (to) – dziewiąta litera alfabetu ormiańskiego. Jest wykorzystywana do oddania dźwięku [tʰ], tj. spółgłoski zwartej dziąsłowej bezdźwięcznej z przydechem. Została stworzona przez Mesropa Masztoca, podobnie jak pozostałe litery alfabetu ormiańskiego (oprócz օ, ֆ i և).
Litera Թ jest transkrybowana w języku polskim jako T.
W ormiańskim systemie zapisywania liczb literze Թ jest przypisana cyfra 9.

## Kodowanie
| Znak                   | Թ                          | Թ                          | թ                        | թ                        |
| ---------------------- | -------------------------- | -------------------------- | ------------------------ | ------------------------ |
| Nazwa w Unikodzie      | Armenian Capital Letter To | Armenian Capital Letter To | Armenian Small Letter To | Armenian Small Letter To |
| Kodowanie              | dziesiątkowo               | szesnastkowo               | dziesiątkowo             | szesnastkowo             |
| Unicode                | 1337                       | U+0539                     | 1385                     | U+0569                   |
| UTF-8                  | 212 185                    | d4 b9                      | 213 169                  | d5 a9                    |
| Odwołania znakowe SGML | &#1337;                    | &#x0539;                   | &#1385;                  | &#x0569;                 |